# Montauriol (Aude)
Montauriol [mɔ̃toʁjɔl] ist eine französische Gemeinde mit 84 Einwohnern (Stand 1. Januar 2022) im Département Aude in der Region Okzitanien. Sie gehört zum Arrondissement Carcassonne und zum Kanton La Piège au Razès.
Montauriol ist ein recht weit verbreiteter Ortsname im spanischen Katalonien und im französischen Languedoc. Der Ortsname ist aus dem lateinischen „mons aureolus“ abgeleitet und bedeutet sehr profan „goldener Berg“.

## Geografie
Die 78-Seelen-Gemeinde Montauriol lag in der historischen, heute nicht mehr existierenden französischen Provinz Lauragais, benannt nach der Burg Laurac. Werbewirksam nennt man sich neuerdings auch Katharer-Land. Durch das Gemeindegebiet von Montauriol fließt der Hers-Mort, ein 87 Kilometer langer Nebenfluss der Garonne. 

## Bevölkerungsentwicklung
| Jahr      | 1962 | 1968 | 1975 | 1982 | 1990 | 1999 | 2007 | 2016 |
| Einwohner | 113  | 93   | 74   | 74   | 75   | 74   | 79   | 87   |

## Sehenswürdigkeiten
Vom ehemaligen Bahnhofgebäude einer stillgelegten Schmalspurbahn führt ein Spazierweg zum zentralen Dorfplatz, wo sich die Schule und das Rathaus befinden. Vor und nach dem Rathaus findet man auf dem Sturz zweier Häuser hier nicht erwartete Skulpturen eines hier ansässig gewesenen Maurers Berquière. Auf dem einen Sturz sieht man zwei Löwen mit Herz und das Datum 1827, während die andere Skulptur zwei fantastische Tiere, Vasen mit Blumen und die Jahreszahl 1862 darstellt. Auf dem Dorfplatz selbst erhebt sich ein 1776 errichtetes monumenthaftes Steinkreuz mit den Coq Gaulois auf seiner Spitze.

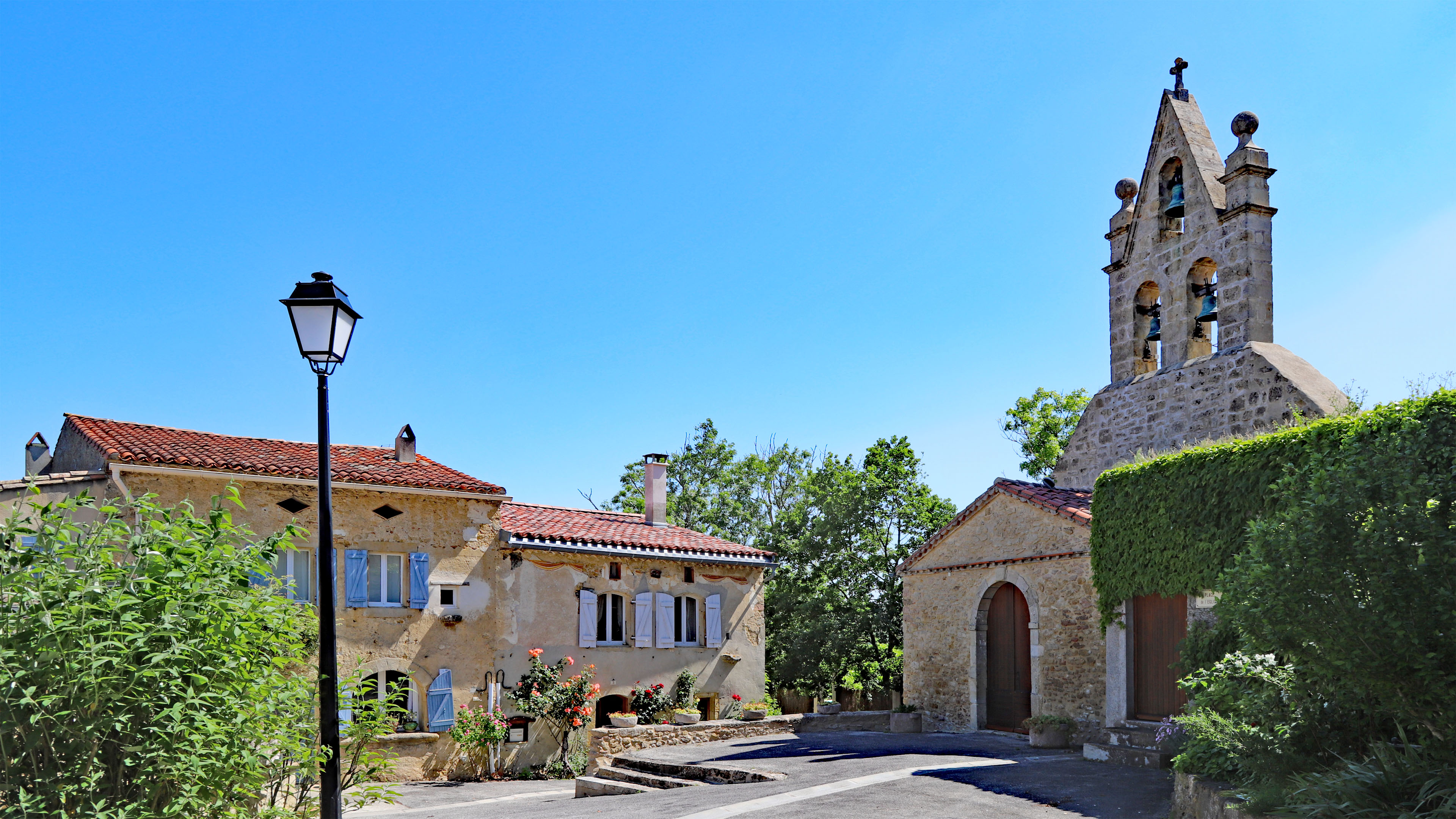
Kirche

Im Norden und auf dem höchsten Punkt des Dorfes stehen noch die Ruinen des ehemaligen herrschaftlichen Schlosses der Seigneurs de Montauriol (Monteauriolo), einer wohl damals komfortablen Residenz, umgeben von einem Garten und einem baumbestandenen Park. Nur von Nordwesten sich öffnend, ist das Schlossgelände auch heute noch durch Gräben geschützt. Einzig zwei verwitterte, fast quadratische Türme flankieren die Ecken des ehemaligen Schlossgeländes im Osten und Süden. Heute wie damals ist es in Privatbesitz.
Der nebenan liegende ursprünglich romanische Kirchenbau ist längst verschwunden. Dokumente belegen 1311 die Herrschaft der Abtei Sainte-Marie de Lagrasse über dieses Kirchengebäude. Später wurde eine bescheidene neue Kirche errichtet, deren Portal die Jahreszahl 1812 trägt. Trotz der wenigen Einwohner wurde hier ein dreieckiger Glockenturm mit drei modernen Glocken gebaut. 
Oberhalb des ehemaligen Schlosses finden sich noch Reste der einer ehemaligen Windmühle.

## Verkehrsanbindung
Mautauriol ist über die D 624, die das westlich gelegene Salles-sur-l’Hers (ca. sechs Kilometer) mit der östlich gelegenen Stadt Castelnaudary (ca. 13 Kilometer) verbindet, zu erreichen.